# Сохаг (гувернорат)
Сохаг је један од 27 гувернората Египта. Заузима површину од 1.547 km². Према попису становништва из 2006. у гувернорату је живело 3.746.377 становника. Главни град је Sohag.

## Становништво
| 2006.     | 2012. (процена) |
| --------- | --------------- |
| 3.746.377 | 4.211.000       |